# Distrikt San Jerónimo (Luya)
Der Distrikt San Jerónimo ist einer der 23 peruanischen Distrikte, welche die Provinz Luya in der Region Amazonas bilden. Der Distrikt hat eine Fläche von 212 km². Die Einwohnerzahl betrug beim Zensus 2017 682.

## Geographische Lage
Der Distrikt San Jerónimo liegt im äußersten Norden der Provinz Luya.
Er grenzt im Nordosten an die Provinz Bongará, im Südosten an den Distrikt San Cristóbal, im Westen an den Distrikt Santa Catalina und im Nordwesten an die Provinz Utcubamba.
Als Distrikt wurde San Jerónimo am 5. Februar 1861 gegründet. Die Distrikthauptstadt ist das Dorf Paclas. Das Dorffest von Paclas wird am 5. August begangen.